# Zyginidia emrea
Zyginidia emrea är en insektsart som beskrevs av Kalkandelen 1985. Zyginidia emrea ingår i släktet Zyginidia och familjen dvärgstritar. Inga underarter finns listade i Catalogue of Life.